# HMS Emerald
El HMS Emerald fue un buque de 36 cañones de tipo fragata que William Rule diseñó en 1794 para la Marina Real Británica. El Almirantazgo británico ordenó su construcción hacia finales de mayo de 1794 y empezó a trabajar en él el siguiente mes en el astillero naval de Northfleet. Se terminó su construcción el 12 de octubre de 1795 y se unió a la flota del almirante John Jervis en el Mediterráneo.
En 1797, la Emerald fue uno de los varios navíos enviados para perseguir y capturar la dañada Santísima Trinidad, la cual había escapado de Gran Bretaña en la batalla del Cabo de San Vicente. Se suponía que Emerald tenía que haber estado presente para la batalla del Nilo, pero en mayo de 1798 una fuerte tormenta lo separó del escuadrón de Horatio Nelson y llegó a la bahía de Aboukir nueve días después. La nave formó parte del escuadrón del contraalmirante John Thomas Duckworth durante la operación del 7 de abril de 1800 en Cádiz.
El buque Emerald sirvió en el mar Caribe a lo largo de 1803 en la flota de Samuel Hood, después formó parte de la invasión de Santa Lucía en julio, y en Surinam la siguiente primavera. Volviendo a aguas territoriales para repararse en 1806, sirvió de los accesos occidentales antes de entrar en la flota bajo el mando del almirante James Gambier en 1809 y formó parte en la batalla de la isla de Aix. En noviembre de 1811 partió a Portsmouth donde fue enviado a la reserva y donde fue finalmente desmantelada en enero de 1836.

## Construcción
El buque de 36 cañones de su majestad HMS Emerald, era una fragata que diseñó William Rule. Ella y su nave hermana, Amazon, fueron mandadas construir el 24 de mayo de 1794 y fueron construidas con las mismas dimensiones: 143 pies (43,6 m) y 2 1/2 pulgadas a lo largo de la cubierta de armas 119 pies (36,3 m) y 5 1/2 pulgadas en la quilla, con un radio de  38 pies (11,6 m) y 4 pulgadas y una profundidad de bodega de 13 pies (4 m) y 6 pulgadas. Soportaban 933 67⁄94 toneladas de carga.
La Emerald fue completada en el astillero de Thomas Pitcher en Northfleet por un coste de 14419 libras y navegó por primera vez el 31 de julio de 1795, 27 días después de Amazon. Su cooperación en Woolwich terminó el 12 de octubre de 1795 y fue reparada con un coste mayor de 9390 libras. El Almirantazgo ordenó un segundo par de barcos de clase Amazon el 24 de enero de 1795. Eran ligeramente más pequeños, con 925 87⁄94 tonenaladas (bm) y fueron construidas de pino bronco.

## Servicio

### Mediterráneo

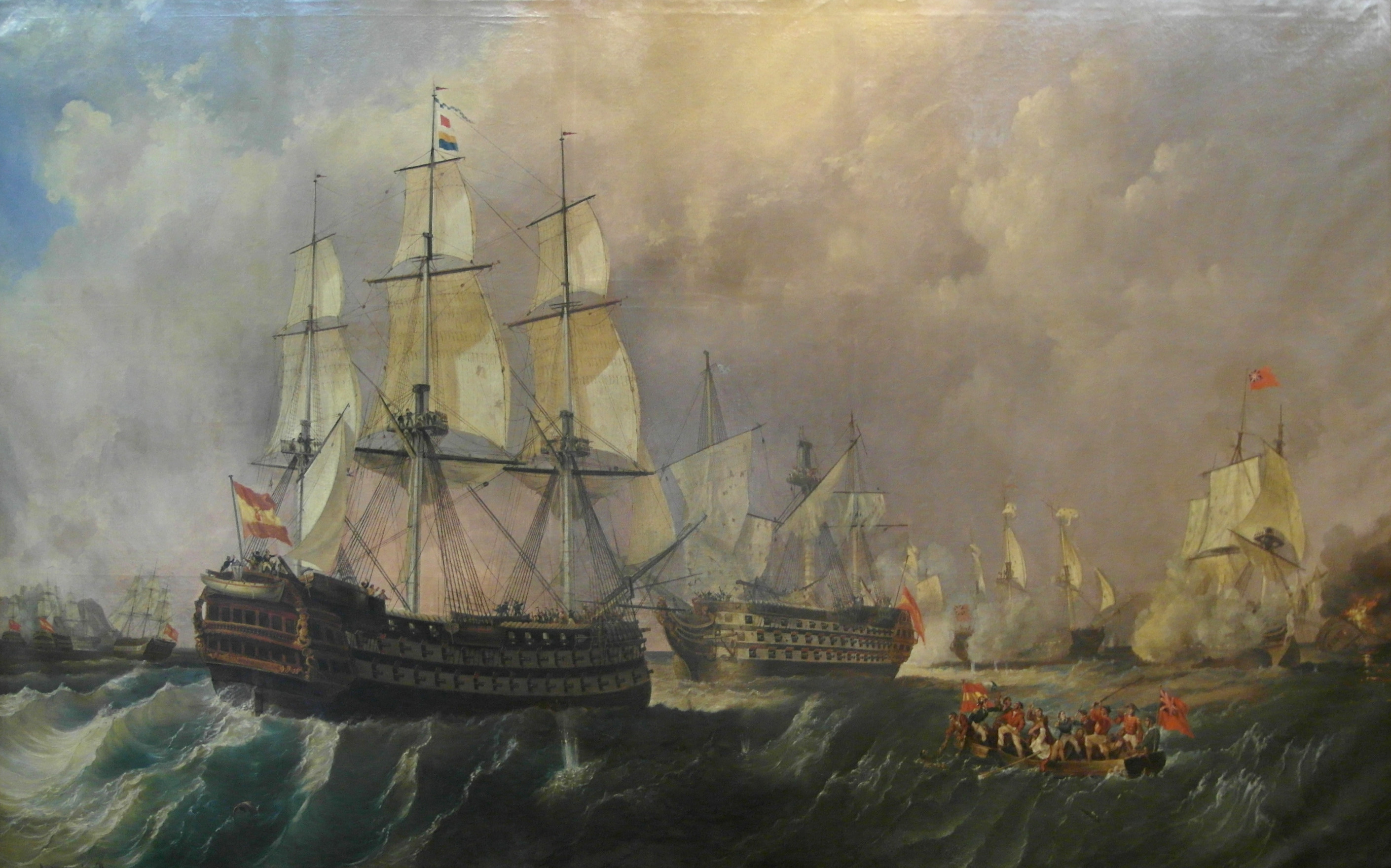
Santisima Trinidad being rescued at the Battle of Cape St Vincent. Emerald was one of the British frigates sent out to track her down afterwards.

La Emerald fue inaugurada en agosto de 1795 bajo el mando del capitán Velters Cornewall Berkeley y en enero de 1797 navegó por primera vez el Mediterráneo. España se había aliado con Francia y declaró la guerra a Gran Bretaña en octubre de 1796. A principios de 1797, un navío de línea formado por 27 barcos se encontraba en Cartagena con órdenes de unirse a la flota francesa en Brest. Una tormenta desvió la flota española permitiendo así a la flota del almirante John Jervis de 15 navíos de línea para tomar el Cabo de San Vicente el 14 de febrero. Aunque se unió a la flota de Jervis a tiempo, como fragata el Emerald fue construida rápidamente para formar parte en la batalla del Cabo de San Vicente; en cambio ancló cerca de Lagos (Portugal) Bay con otros navíos.
El 16 de febrero la flota victoriosa británica y sus premios entraron en la bahía. Jervis ordenó a las 3 fragatas- Emerald , Minerve y Niger, de 40 y 32 cañones respectivamente - para buscar el buque insignia que estaba inutilizado, Santísima Trinidad, que había sido remolcada de la batalla. Dos navíos más pequeños - Bonne-Citoyenne, una corbeta de 20 cañones y el balandro de 14 armas Raven se unieron a las fragatas. El 20 de febrero el escuadrón británico vio la Santísima Trinidad siendo remolcada por una fragata grande y en la compañía de un velero. Berkeley, considerando el pequeño escuadrón bajo su mando insuficiente denegó enfrentarse y finalmente perdieron los barcos españoles de vista. El barco de 32 cañones HMS Terpsichore  mientras viajaba solo localizó  la Santísima Trinidad y la abordó pero la fragata británica, sin munición, se vio forzada a abandonar el enfrentamiento.

#### Operación del 26 de abril de 1797
A continuación de la batalla del Cabo de San Vicente los británicos persiguieron la última de las flotas españolas hasta Cádiz, donde Jervis empezó un largo bloqueo del puerto. El 26 de abril mientras viajaban en compañía del barco de 74 cañones Irresistible, la Emerald ayudó a capturar un barco español de 34 cañones y a destruir otro. Los navíos españoles estaban cerca de la costa cuando la flota de Jervis los avistó. Enviados para investigar, Emerald e Irresistible bajo el mando del capitán George Martin, descubrieron los barcos donde las fragatas Santa Elena y Ninfa-los barcos españoles habían estado transportando plata de Havana a Cádiz, pero la noche anterior habían transferido su carga a un barco pesquero que les había avisado de la proximidad de la flota Británica.
Los barcos españoles buscaron el refugio en Gran Bretaña, al norte de Trafalgar en Conil de la frontera. La entrada, que estaba protegida por un largo y rocoso arrecife, Irresistible y Emerald sortearon este obstáculo alrededor de las 14:30 y se enfrentaron a los barcos españoles, que estaban en un fondadero en la bahía. Los barcos españoles se rindieron aproximadamente a las 16:00. 18 españoles murieron y 30 fueron heridos durante la batalla, un británico fue asesinado y otro herido. El escuadrón restante de Santa Helena evitó la captura cortando sus cabos y yendo a la deriva en la costa. Los británicos consiguieron arrastrar a Santa Elena hasta la playa pero, estaba dañada y se hundió en el mar.
Los británicos tomaron Ninfa para servicio del HMS Hamadryad, una fragata de 36 cañones con una batería (artillería) del calibre 12, pero esto no sirvió para recuperar la carga de plata, que había llegado después y a salvo a Cádiz.

#### Segundo bombardeo en Cádiz
El capitán Thomas Waller tomó el mando de la Emerald a mediados de 1797 y estuvo estacionada con la flota del almirante Jervis de Cádiz. El 3 de julio Jervis intentó levantar el bloqueo ordenando un bombardeo en la ciudad. El primer intento resultó en la captura de 2 barcos españoles con morteros pero no alcanzó mucho más. Durante el segundo bombardeo en la noche del 5 de julio, la Emerald, en la compañía de Terpsichore y el Theseus de 74 cañones, a condición de una escolta protectora formada por 3 veleros bomba, Thunder, Terror  y Strombolo. Este ataque causó un daño considerable, la mañana siguiente, los españoles movieron rápidamente 10 de sus barcos en línea de batalla fuera de rango. Los Británicos cancelaron un tercer bombardeo, planificado para el 8 de julio, cuando el tiempo se hizo desfavorable.

#### Ataque en Santa Cruz

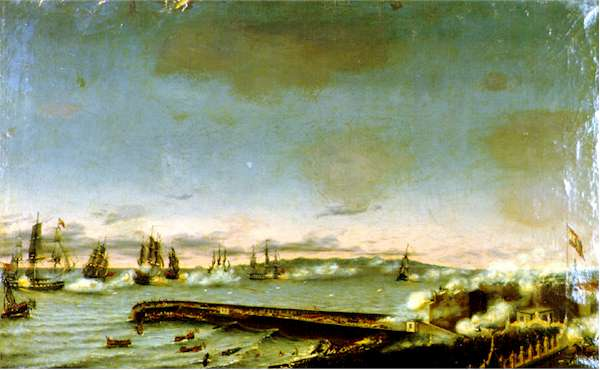
The British attack on Santa Cruz de Tenerife, painted in 1848 by Francisco de Aguilar

Más tarde en julio de 1797, la Emerald formó parte en un ataque sin éxito contra Santa Cruz de Tenerife. Un ataque planificado en abril propuesto por el almirante Horatio Nelson, había sido abortado porque no había suficientes tropas para ejecutarlo, lo que hizo que fuera inviable. Cuando Jervis fue informado de que la flota de tesoro española fue anclada allí, él reactivo la idea de Nelson.
Para el nuevo ataque, Nelson debía tomar 3 barcos de la línea, 3 fragatas, incluyendo la Emerald, y 200 marineros (infantería de marina), por una operación anfibia fuera de la fortaleza española. Entonces las fragatas se enfrentarían al nordeste de Santa Cruz mientras los marineros asaltaban la ciudad. Sin embargo, una combinación de corrientes fuertes y el pesado fuego español forzó a los Británicos a abandonar el ataque. Varias tentativas remotas fueron propuestas entre el 22 y el 25 de julio; aunque los Británicos fueron capaces de desplegar tropas, la resistencia española fue demasiado fuerte y los Británicos tuvieron que pedir una retirada honorable.
Después del ataque, Nelson envió a Emerald con su informe a Jervis, quien en su turno la envió a Inglaterra con envíos. Waller llegó al Almirantazgo británico el 1 de septiembre, con las noticias sobre los ataques fracasados. Una de las banderas capturadas del HMS Emerald se conserva en el Museo Militar Regional de Canarias.